# Herbertia wallacei
Herbertia wallacei är en stekelart som beskrevs av Burks 1959. Herbertia wallacei ingår i släktet Herbertia och familjen puppglanssteklar.
Artens utbredningsområde är Rumänien. Inga underarter finns listade i Catalogue of Life.